# Croton heterochrous
Pour Croton heterochrous, Baill., 1890, voir Croton belintae.
Espèce
Croton heterocarpus est une espèce de plantes à fleurs du genre Croton et de la famille des Euphorbiaceae, présente du Honduras au Nicaragua.
Il a pour synonyme :
- Oxydectes heterochroa, (Müll.Arg.) Kuntze